# فراانگاشت
فَرااِنگاشت (به انگلیسی: Transpressionism) جنبشی هنری است که در اواخر سدهٔ بیستم در اتاوای کانادا به‌وسیلهٔ نقاش ایرانی گیتی نوین پایه‌گذاری شد.

## ریشه
جنبش فراانگاشت از واکنش در برابر بنیان‌های هنر پسانوگرایی ریشه گرفته‌است که ادعا می‌کرد: «هنر مرده‌است» و «نقاشی به پایان رسیده‌است». گیتی نوین در رویارویی با این باور، یک چنین پوچ‌گرایی‌ای را «دام مرگی» برای هنر خواند، چراکه در بینش او نقاشی کنشی آفریننده است که نوگشتن را شادمانی و ستایش می‌کند و از این رو فراانگاشت ایجاد شده‌است تا گواهی این باشد که بنیان هنر بر آفرینندگی استوار است.
هنر در آفریدگاریش به خود این توان را می‌دهد تا از پوشش «هستی» پرده بردارد و هشیاری اندیشه را برانگیزاند تا به جوشش «تولد مداوم زیبایی» فرجام گیرد.
فراانگاشت بازتاب دریافت زیباشناسانه‌ای است که قصد دارد تا واقعیت را بدان سان به تماشاگر بنمایاند تا در او تفسیری روشن از تراژدی انسانی برانگیخته شود. مهمترین تابلوهای فراانگاشت غالباً بر پایهٔ دیدشی شاعرانه، رازآلود و شگرف برای دسترسی به بیان هنریی پرشگفت ایجاد شده‌اند. این آثار انگاشته‌هایی از آرمان‌های فراانگاشتگرانی هستند که انگارهٔ عرفانیشان را با داوریی‌ای زیباشناسانه روشنی داده‌اند. آنچه که بیشتر درین پرده‌ها نمایش داده شده‌است صحنه‌های داستانی است. این پرده‌ها از بیان امیدهای پنهان در اسطوره‌های نمادین تأثیر پذیرفته‌اند. نقش هنرمندان این است که پنداره‌های آفرینندگی را در تماشاگر برانگیزند که در آن‌ها «عشق» مایهٔ نهادینه‌شده باشد که به آشفتگی و بیهودگی جهان هستی مفهوم می‌بخشد؛ و هنرمند با آمیزه‌ای از تفسیر ارزش‌های انسان گرایانه و رمزگونه، و به‌همراهی انگاره‌های زیباشناسانه‌ای از زیبایی، هماهنگی و فره‌وری به این مهم دست می‌یابد.

Eve II
Guity Novin

## آغاز و پیدایش
در ۱۹۹۴ با پردهٔ "کلیتاً -- پریی که دلباختهٔ آپولو خداوندگار آفتاب بود و تبدیل به گل آفتاب گردان شد -- گیتی نوین نخستین از آثاری که آفرینش فراانگاشت را بر ملا می‌کرد را آفرید.
پائولا پیو استاین منتقد هنری نخستین نویسنده یی بود که فرا انگاشت را دریافت و در بارهٔ آن نوشت: «فرا انگاشت جنبشی ست که به فراسوی چارچوب‌های امپرسیونیسم و اکسپرسیونیسم می‌شود تا بر ما بخردش دنیای درون و نمایش آنرا آشکاره کند» (Globe and Mail, 12 février 1997) هنرمندانی که پذیرای ترانسپرسیونیزم شده‌اند اینانند: فر وریگا Fer Veriga (برزیل)، آیرینا کوپیروا Irina Kupyrova (اوکراین)، دیانا زویباخ Diana Zwibach(صرب)، تری باو-نورمن Terri Baugh-Norman(آمریکا)، لورنا کلوستربر Lorena Kloosterboer(هلند) الن مارلن هامر Ellen Marlen Hamre (نروژ) و شانو Shano(آمریکا). افزون بر این هنرمندان تنی چند دیگر نیز هم مانند ماری لاشانس نقاش کوبکی خود را از پیروان این مکتب می‌شمرند.